# Schoutedenomyia antennata
Schoutedenomyia antennata är en tvåvingeart som först beskrevs av Krober 1939.  Schoutedenomyia antennata ingår i släktet Schoutedenomyia och familjen stilettflugor. Inga underarter finns listade i Catalogue of Life.